# 伊藤孝一 (政治家)
伊藤 孝一（いとう こういち、1950年（昭和25年）5月17日 - ）は、日本の政治家。元茨城県行方市長（1期）。旭日双光章受章。

## 来歴
茨城県立麻生高等学校卒。行政書士、行方郡育成会連合会会長、北浦町消防団部長などを経て、2000年、北浦町長選挙に立候補し、現職を破り、初当選した。北浦町長を2期務め、麻生町と玉造町と合併する2005年まで務めた。2009年の行方市長選挙に立候補し、現職の坂本俊彦を34票差で下した。2013年の市長選挙で再選を目指したが、元行方市議の鈴木周也に1853票差で敗れた。

## 栄典
- 2020年11月 秋の叙勲で地方自治功労により旭日双光章を受章した[6]。